# Ramsey (Cambridgeshire)
Ramsey (pronuncia [ˈɹæmzɪ]) è un paese della contea del Cambridgeshire, in Inghilterra.